# はくい農業協同組合
はくい農業協同組合（はくいのうぎょうきょうどうくみあい）は、石川県羽咋市に本所を置く農業協同組合。略称は『JAはくい』

## 本・支店
| 店番号 | 店舗名                   | 所在地                       |
| ------ | ------------------------ | ---------------------------- |
| 001    | 本店                     | 石川県羽咋市太田町と105      |
| 321    | 宝達支店（おしみず）支店 | 羽咋郡宝達志水町敷浪壱14番地 |
| 303    | 羽咋支店                 | 石川県羽咋市太田町と105      |

## 店舗・施設
- JAグリーンはくい
  - 石川県羽咋市太田町と80
- グリーンショップおしみず
  - 羽咋郡宝達志水町今浜ト250
- JAたんぽぽデイサービスセンター
  - 羽咋郡宝達志水町子浦そ15-1
- 羽咋市デイサービスセンター
  - 羽咋市鹿島路町1788
- JAルート159給油所
  - 羽咋郡宝達志水町敷浪壱6番地
- 太田給油所
  - 羽咋市太田町と74-1〔JAグリーン横〕
- 農機センター
  - 羽咋市太田町と105（本店横）
- 自動車センター
  - 羽咋市太田町と105（太田給油所横）

## グループ会社
- JAやすらぎ会館「天照」
  - 石川県羽咋市太田町と115
- 株式会社JAアグリはくい
  - 石川県羽咋市四町と80

## 沿革
- 1998年（平成10年）4月1日 - JA押水町、JA志雄町、JA志雄町大和、JAはくい市の4JAが合併し設立。